# Tripoli (Iowa)
Tripoli is een plaats (city) in de Amerikaanse staat Iowa, en valt bestuurlijk gezien onder Bremer County.

## Demografie
Bij de volkstelling in 2000 werd het aantal inwoners vastgesteld op 1.310.
In 2006 is het aantal inwoners door het United States Census Bureau geschat op 1.274, een daling van 36 (-2,7%).

## Geografie
Volgens het United States Census Bureau beslaat de plaats een oppervlakte van
3,6 km², geheel bestaande uit land. Tripoli ligt op ongeveer 316 m boven zeeniveau.

## Plaatsen in de nabije omgeving
De onderstaande figuur toont nabijgelegen plaatsen in een straal van 20 km rond Tripoli.

## Voetnoten
1. ↑  (en)  U.S. Census Bureau. Census 2000 Summary File 1
2. ↑  (en)  U.S. Census Bureau. Population estimates (July 2006)
3. ↑  (en)  U.S. Board on Geographic Names. Topical Gazetteers Populated Places. Hoogtecijfers van National Elevation Dataset